# Cecidomyia portulacae
Cecidomyia portulacae är en tvåvingeart som beskrevs av Cook 1906. Cecidomyia portulacae ingår i släktet Cecidomyia och familjen gallmyggor. Inga underarter finns listade i Catalogue of Life.